# Reprezentacja Kuwejtu w hokeju na lodzie mężczyzn
Reprezentacja Kuwejtu w hokeju na lodzie mężczyzn – drużyna reprezentująca Kuwejt w międzynarodowych rozgrywkach w hokeju na lodzie.